# Quercus aquifolioides
Quercus aquifolioides Rehder & E.H.Wilson – gatunek roślin z rodziny bukowatych (Fagaceae Dumort.). Występuje naturalnie w Bhutanie, Mjanmie i południowych Chinach (w Kuejczou, zachodniej części Syczuanu, Junnanie oraz Tybecie). 

## Morfologia

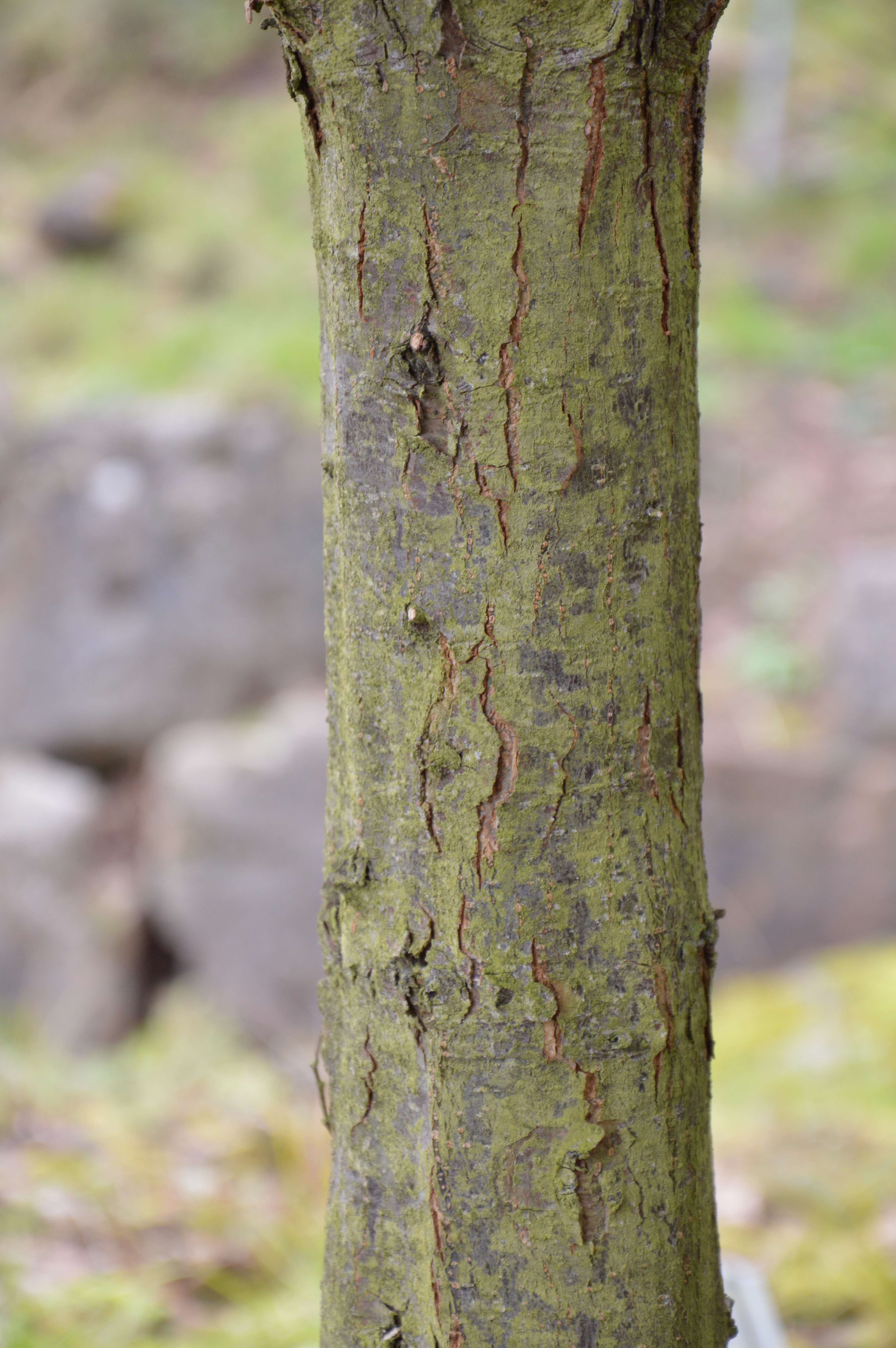
Pień

PokrójZimozielone drzewo dorastające do 10–20 m wysokości.
LiścieBlaszka liściowa kształt od odwrotnie jajowatego do eliptycznego. Mierzy 2,5–7 cm długości oraz 1,5–3,5 cm szerokości, jest całobrzega lub delikatnie ząbkowana na brzegu, ma nasadę od zaokrąglonej do niemal sercowatej i tępy wierzchołek. Ogonek liściowy jest nagi i ma 2–5 mm długości.
OwoceOrzechy zwane żołędziami o jajowatym kształcie, dorastają do 12–20 mm długości i 10–15 mm średnicy. Osadzone są pojedynczo w miseczkach w kształcie kubka, które mierzą 5–6 mm długości i 9–12 mm średnicy. Orzechy otulone są w miseczkach do 25% ich długości.

## Biologia i ekologia
Rośnie w lasach zrzucających liście. Występuje na wysokości od 2000 do 4500 m n.p.m. Kwitnie od maja do czerwca, natomiast owoce dojrzewają od września do października.